# Conepatus humboldtii
Espèce
Répartition géographique
Statut de conservation UICN

 LC  : Préoccupation mineure
Statut CITES
La Moufette de Patagonie (Conepatus humboldtii ou Conepatus castaneus) ou Moufette à nez de cochon, est un mammifère carnivore de la famille des Mephitidae.

## Répartition géographique
On la rencontre du nord-est de l'Argentine et du Paraguay au détroit de Magellan.